# Pegasus (rodzaj)
Pegasus – rodzaj morskich ryb promieniopłetwych z rodziny pegazowatych (Pegasidae).

## Występowanie
Ocean Indyjski i zachodni Ocean Spokojny.

## Klasyfikacja
Gatunki zaliczane do tego rodzaju:
- Pegasus lancifer Kaup, 1861
- Pegasus laternarius Cuvier, 1829
- Pegasus nanhaiensis Zhang, Wang & Lin, 2020
- Pegasus sinensis Zhang, Zhang, Ma, Liu, Lin & Wang, 2022
- Pegasus tetrabelos Osterhage, Pogonoski, Appleyard & White, 2016
- Pegasus volitans Linnaeus, 1758 – pegaz indyjski[3]

Gatunkiem typowym jest P. volitans.

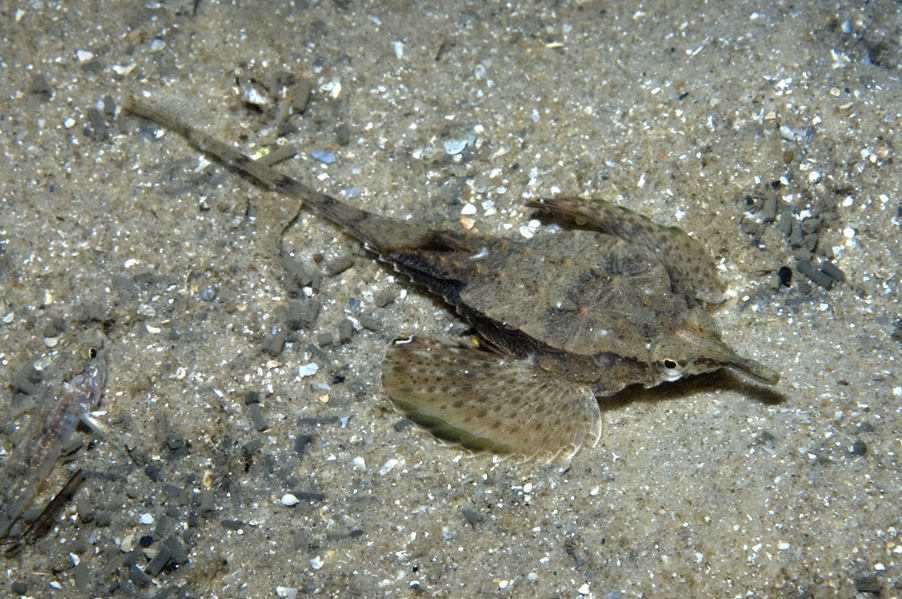
Pegasus lancifer
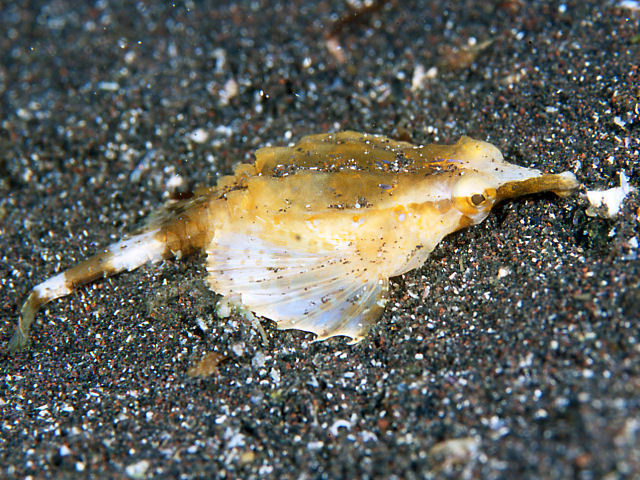
Pegasus laternarius
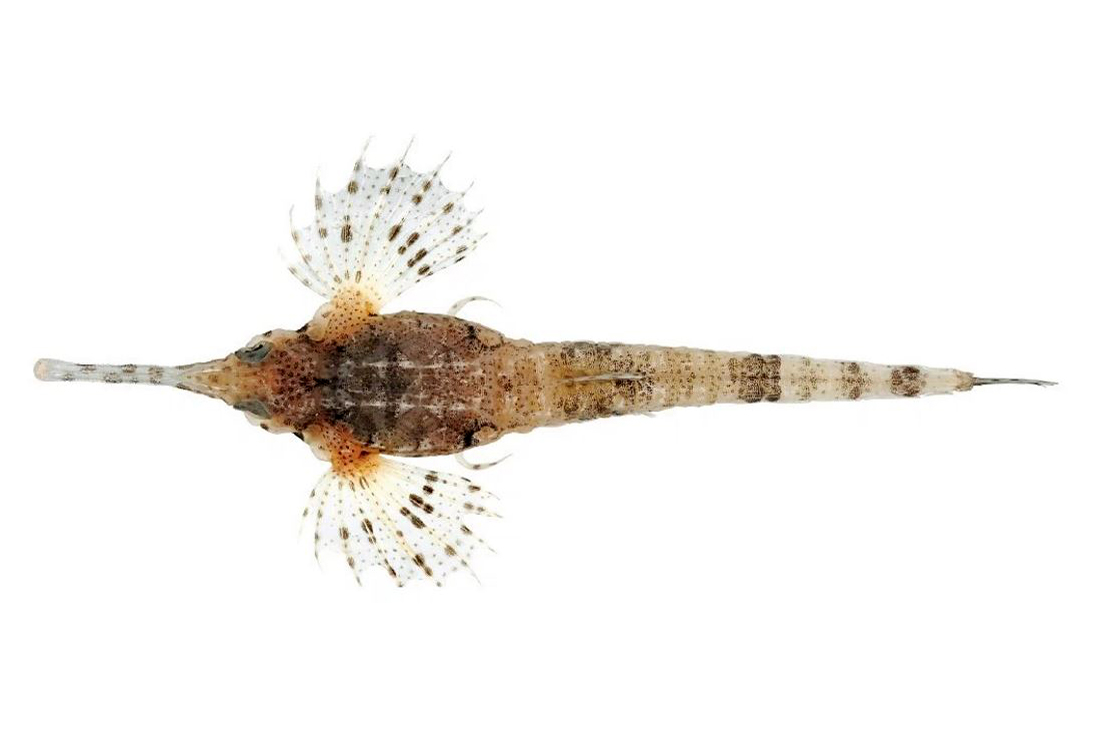
Pegasus tetrabelos